# مرزوق سعيد
مرزوق سعيد (1944 - 16 نوفمبر 2021)، لاعب كرة قدم كويتي سابق، لعب مع نادي العربي الكويتي ومنتخب الكويت لكرة القدم.

## بداياته
ولد اللاعب مرزوق سعيد فرج في الكويت وتحديدا في منطقة الشرق في عام 1944 ، بدأ مشواره مع كرة القدم في فريق الكواكب بقصر دسمان، ثم بدأ بالبروز مع فريق مدرسة المتنبي الابتدائية، ومنها انضم إلى نادي العربي الكويتي، وبدأ مشواره الدولي مع منتخب الكويت لكرة القدم في عام 1961، كما شارك في اللقاءات الدولية مع منتخب الكويت العسكري، واختير ضمن منتخب الدول العربية الذي لعب مباراة مع العراق بعد دورة كأس العرب الثانية، وبعد هذه الدورة لقب بـ”الصخرة السوداء” و”صخرة الدفاع”، نظرًا لتميزه بالهدوء والثقة الكبيرة بالنفس، كما اشتهر أيضًا بالتسديدات القوية، ولم يغب عن الملاعب إلا بسبب الإصابة، أما على الصعيد المحلي كان يلعب في نادي العربي الكويتي، وسجل هدفًا في نهائي كأس الأمير 1965/1966، كما سجل هدفًا آخر في نهائي كأس الأمير 1968/1969، ولعب مع منتخب الكويت لكرة القدم، وفاز بلقب كأس الخليج 1974 وكان قائد الفريق، ولم يقتصر نشاطه على لعبة كرة القدم، حيث بزغ نجمه في ألعاب القوى ونال لقب بطل الكويت في 100 متر عدو، كما كان لاعب كرة يد من الطراز الأول في فريق نادي العربي الكويتي أيضًا.

## عرض احترافه
عرض عليه نادي غواراني البرازيلي اللعب في صفوفه في عام 1966، لكن لصعوبة ظروفه في ذلك الوقت رفض العرض وفضل البقاء مع نادي العربي الكويتي.

## اعتزاله
كانت مباراة اعتزاله بين نادي العربي الكويتي ونادي إنتراخت فرانكفورت الألماني في عام 1983، وفاز نادي العربي الكويتي بهدفين مقابل هدف.

## وفاته
تُوفيَّ في 16 نوفمبر 2021 عن عمر ناهز 77 عامًا إثر إصابته بفيروس كورونا.